# 烏翠区
烏翠区（うすい-く）は、中華人民共和国黒竜江省伊春市に位置する市轄区。

## 歴史
2019年7月に翠巒区および烏馬河区の一部が合併し、烏翠区が発足。

## 行政区画
以下の区域を管轄する。
- 鎮：翠巒鎮、烏馬河鎮
- 林場：崑崙気林場、開源林場
- 経営所：解放経営所、麼河経営所、衝鋒経営所、翠巒河経営所、撫育河経営所、尖山河経営所

## 交通

### 航空
- 伊春林都空港（旧 烏馬河区）

### 道路
- 高速道路
  -  鶴哈高速道路
- 国道
  -  G222国道

## 健康・医療・衛生
- 烏翠人民医院
- 伊春市婦幼保健院
- 烏馬河人民医院